# Wyższa Szkoła Technik Komputerowych i Telekomunikacji w Kielcach
Wyższa Szkoła Technik Komputerowych i Telekomunikacji w Kielcach – niepaństwowa uczelnia techniczna powstała w Kielcach w 2002 roku.

## O uczelni
Uczelnia posiada pozytywną opinię Państwowej Komisji Akredytacyjnej w zakresie prowadzonych studiów inżynierskich. Uczelnia ma także podpisane umowy o współpracy z Uniwersytetem w Wuppertalu (Niemcy), Uniwersytetem w St.Pölten (Austria), Uniwersytetem Kodolanyi Janos (Węgry), Uniwersytetem Presov (Słowacja), Uniwersytetem Zagrzeb (Chorwacja). Stosowna umowa umożliwia absolwentom podjęcie studiów magisterskich na Akademii Górniczo-Hutniczej w Krakowie.

## Kształcenie
Uczelnia prowadzi kształcenie na studiach stacjonarnych i niestacjonarne (3,5 roku) na kierunku Elektronika i Telekomunikacja w trzech specjalnościach: telekomunikacja, systemy teleinformatyczne i zarządzanie multimediami. Absolwenci otrzymują dyplom z tytułem zawodowym inżyniera, równorzędny z dyplomem uczelni państwowej.

## Kadra naukowo-dydaktyczna
Samodzielni pracownicy naukowi:
- prof. dr hab. inż. Andrzej Dziech – AGH Kraków (Katedra Telekomunikacji)
- prof. dr hab. inż. Mariusz Ziółko – AGH Kraków (Katedra Elektroniki)
- prof. dr hab. inż. Andrzej Pach – AGH Kraków (Katedra Telekomunikacji)
- prof. dr hab. inż. Zdzisław Papir – AGH Kraków (Katedra Telekomunikacji)
- prof. dr hab. inż. Tadeusz Pisarkiewicz – AGH Kraków (Katedra Elektroniki)
- prof. dr Jakob Wassermann – Uniwersytet St.Pölten, Austria
- prof. dr hab. Marian Kargol